# Millettia laurentii
Il wengé (Millettia laurentii De Wild., 1904) è un albero  della famiglia delle Fabacee (o Leguminose), originario dell'Africa centrale tropicale, dal Camerun al medio bacino del Congo.

## Descrizione

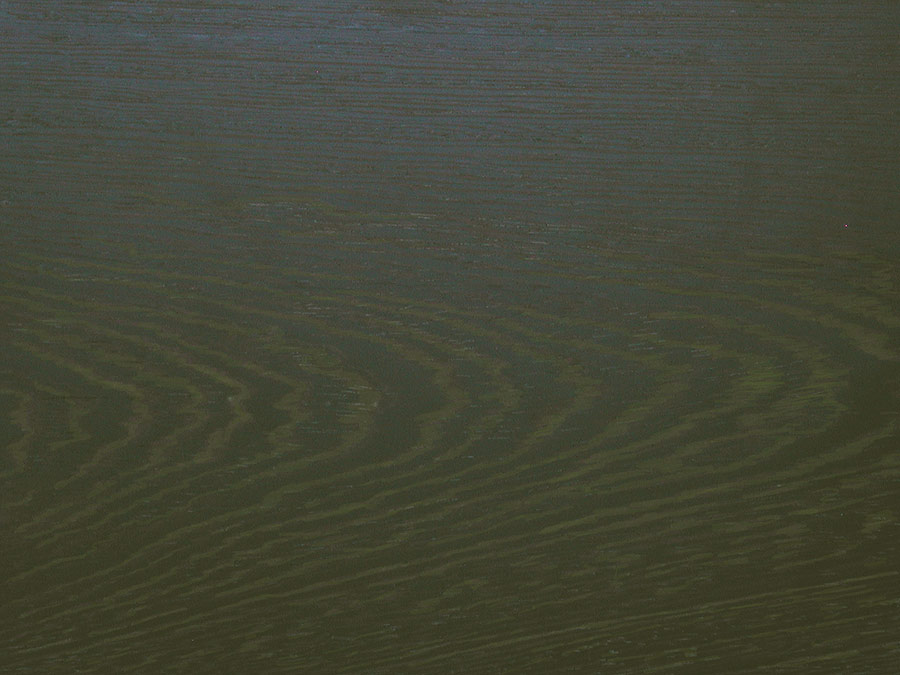
Essenza di wengé.

Si tratta di un'essenza lignea molto dura e di colore scuro a volte con striature gialle molto sottili. Il peso specifico supera i 900 kg/m³.

## Usi
Il legname viene impiegato nella costruzione di mobili, falegnameria d'interni, pavimenti, impiallacciature ed ebanisteria.
 
In Africa viene usato per la realizzazione di tamburi grazie alla sua buona risonanza. 

Inoltre in liuteria è utilizzato su strumenti a corda per le sue caratteristiche timbriche e di durata del suono.
Tra i possibili impieghi figurano la costruzione di chitarre, bassi elettrici e accessori.

## Conservazione
La Lista rossa IUCN classifica Millettia laurentii come specie in pericolo di estinzione (Endangered).